# Sandro Cois
Sandro Cois (Fossano, Provincia de Cuneo, Italia, 9 de junio de 1972) es un exfutbolista italiano. Se desempeñaba en la posición de centrocampista.

## Selección nacional
Fue internacional con la selección de fútbol de Italia en 3 ocasiones. Debutó el 28 de enero de 1998, en un encuentro amistoso ante la selección de Eslovaquia que finalizó con marcador de 3-0 a favor de los italianos.

### Participaciones en Copas del Mundo
| Mundial                        | Sede    | Resultado        |
| ------------------------------ | ------- | ---------------- |
| Copa Mundial de Fútbol de 1998 | Francia | Cuartos de final |

## Clubes
| Club                | País   | Año       |
| ------------------- | ------ | --------- |
| Saviglianese Calcio | Italia | 1988-1989 |
| Torino F. C.        | Italia | 1989-1994 |
| A. C. F. Fiorentina | Italia | 1994-2002 |
| U. C. Sampdoria     | Italia | 2002-2003 |
| Piacenza Calcio     | Italia | 2003      |

## Palmarés

### Campeonatos nacionales
| Título              | Club                | País   | Año     |
| ------------------- | ------------------- | ------ | ------- |
| Copa Italia         | Torino F. C.        | Italia | 1992-93 |
| Copa Italia         | A. C. F. Fiorentina | Italia | 1995-96 |
| Supercopa de Italia | A. C. F. Fiorentina | Italia | 1996    |
| Copa Italia         | A. C. F. Fiorentina | Italia | 2000-01 |

### Copas internacionales
| Título       | Club         | País   | Año  |
| ------------ | ------------ | ------ | ---- |
| Copa Mitropa | Torino F. C. | Italia | 1991 |